# Čihaja (ASR-403)
Čihaja (ASR-403) je záchranná loď ponorek Japonských námořních sil sebeobrany (JMSDF). Jedná se o zvětšenou modernizovanou verzi záchranné lodě Čijoda. Hlavní základnou plavidla je Kure.

## Jednotky třídy

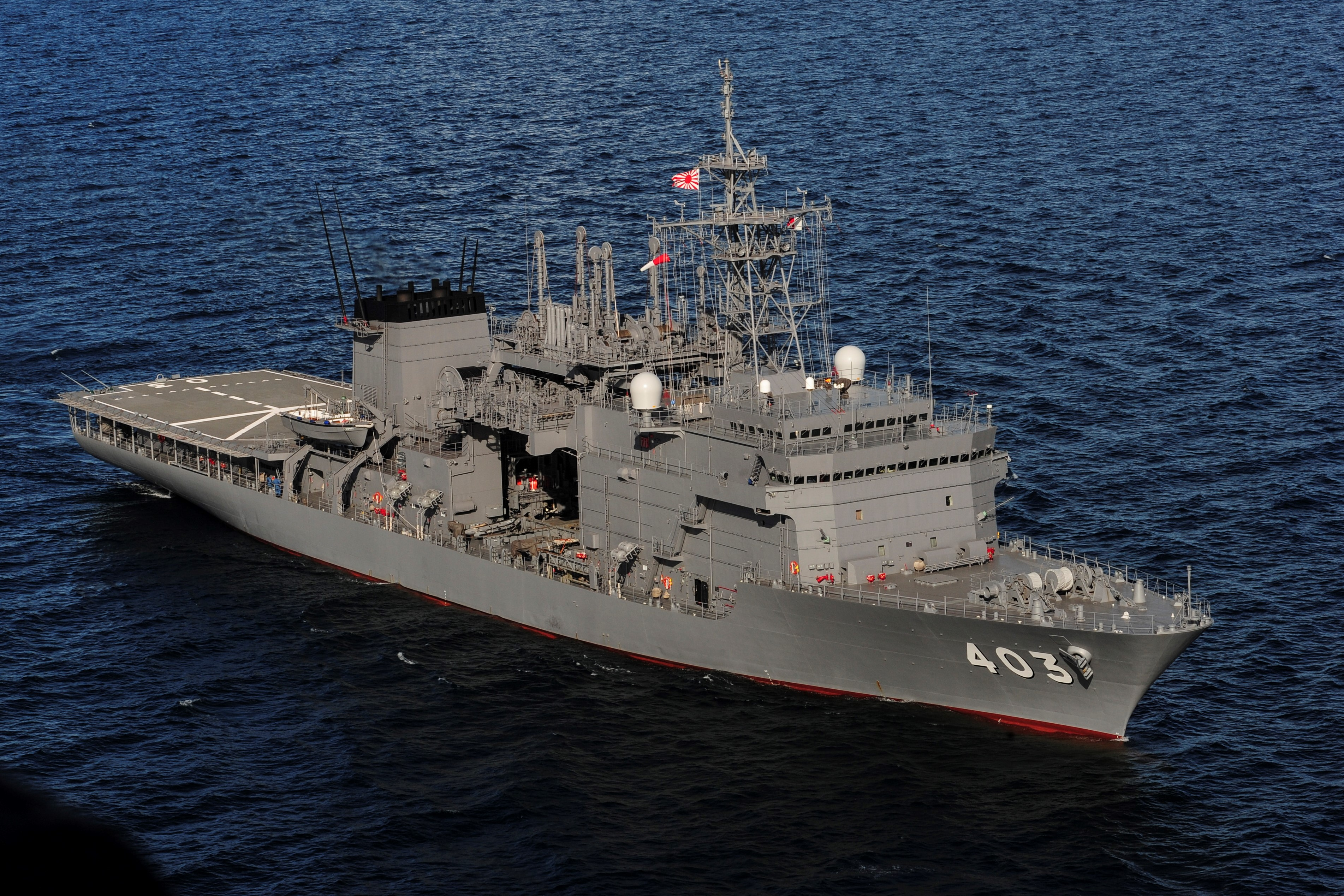
Čihaja (ASR-403)

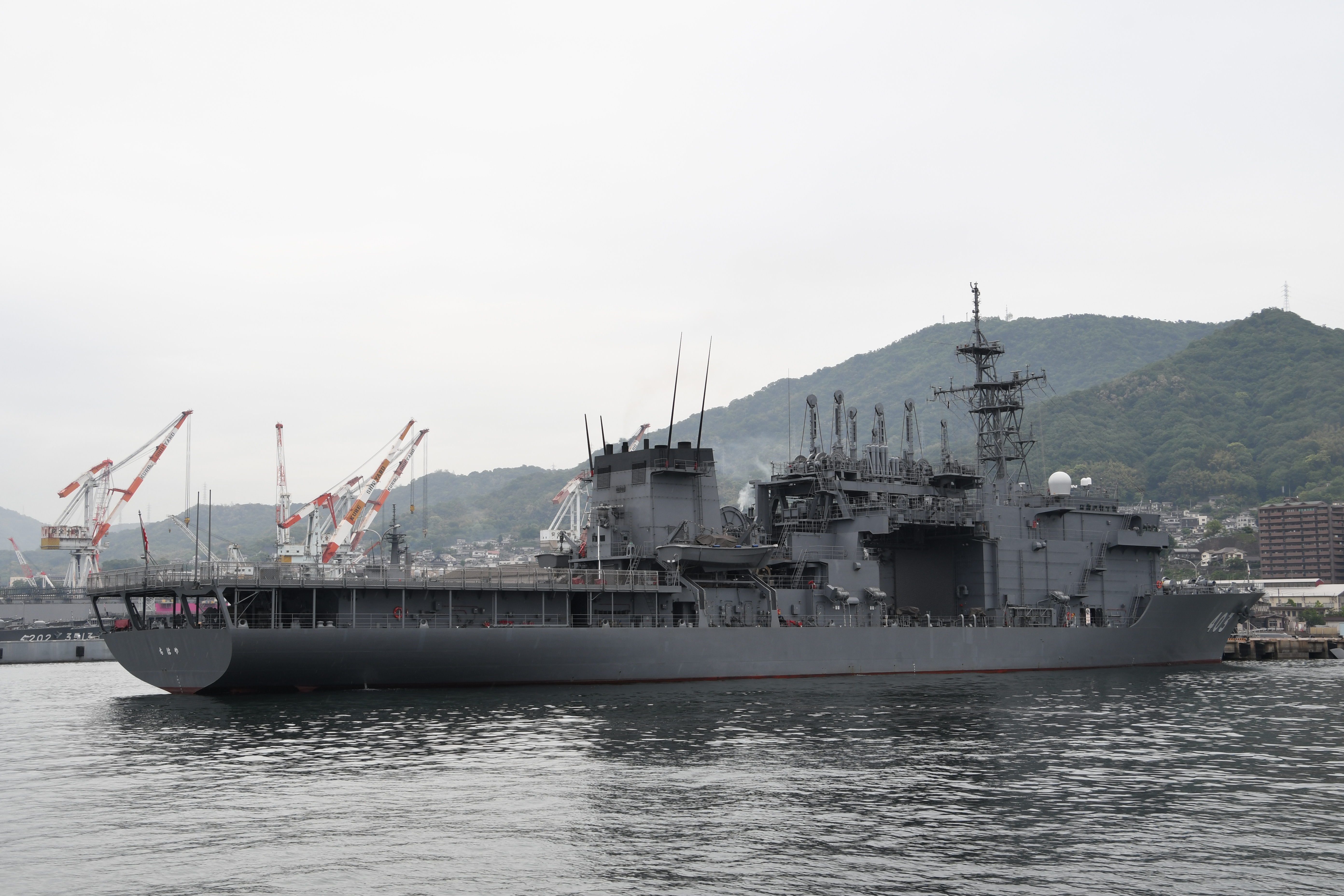
Čihaja (ASR-403)

Plavidlo postavila japonská loděnice Mitsui Engineering & Shipbuilding ve městě Tamano. Kýl lodi byl založen 13. října 1997, trup byl na vodu spuštěn 8. října 1998 a do služby byla přijata 17. března 2000. 

## Konstrukce

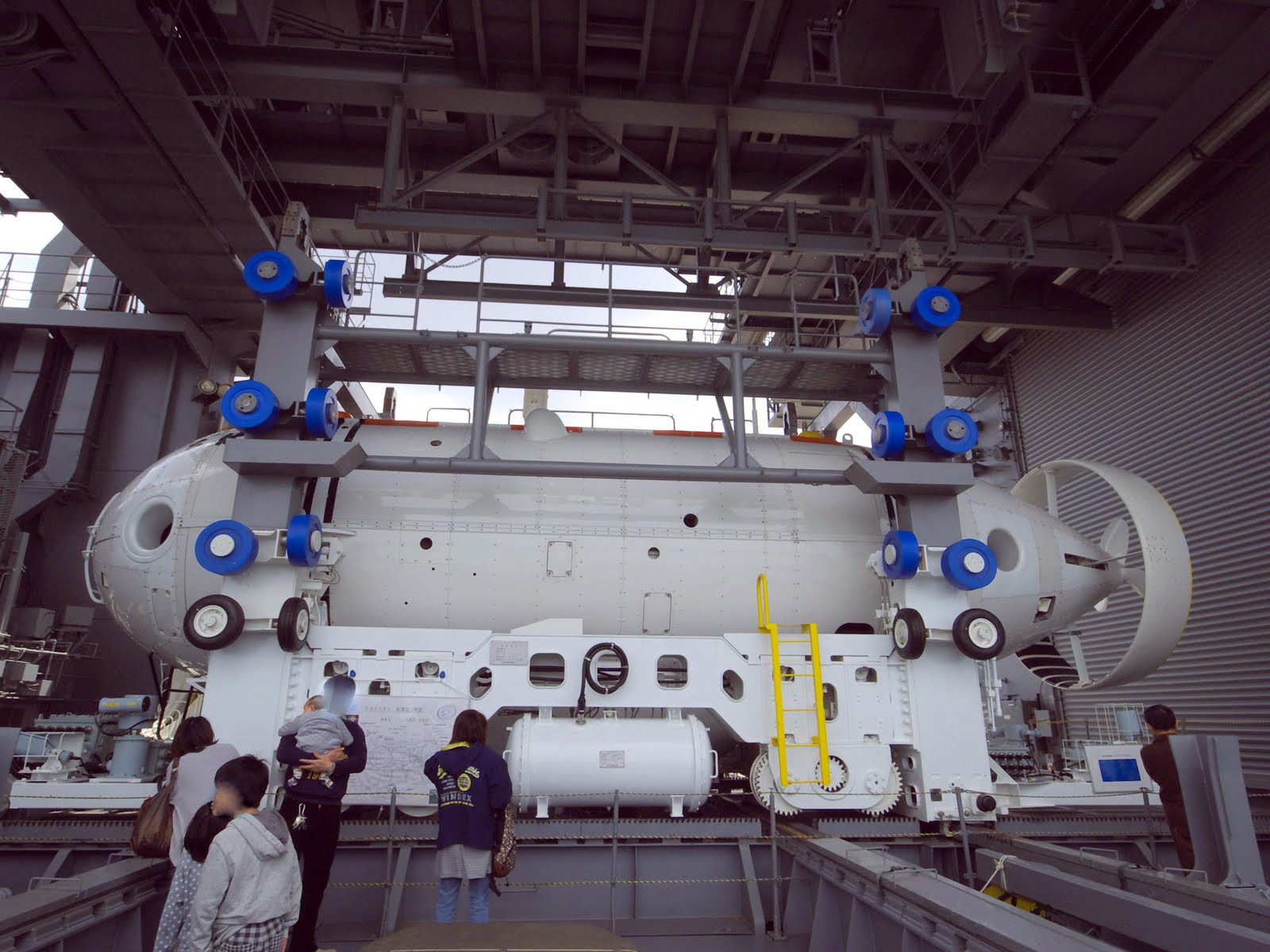
Záchranná miniponorka na palubě záchranné lodě Čihaja

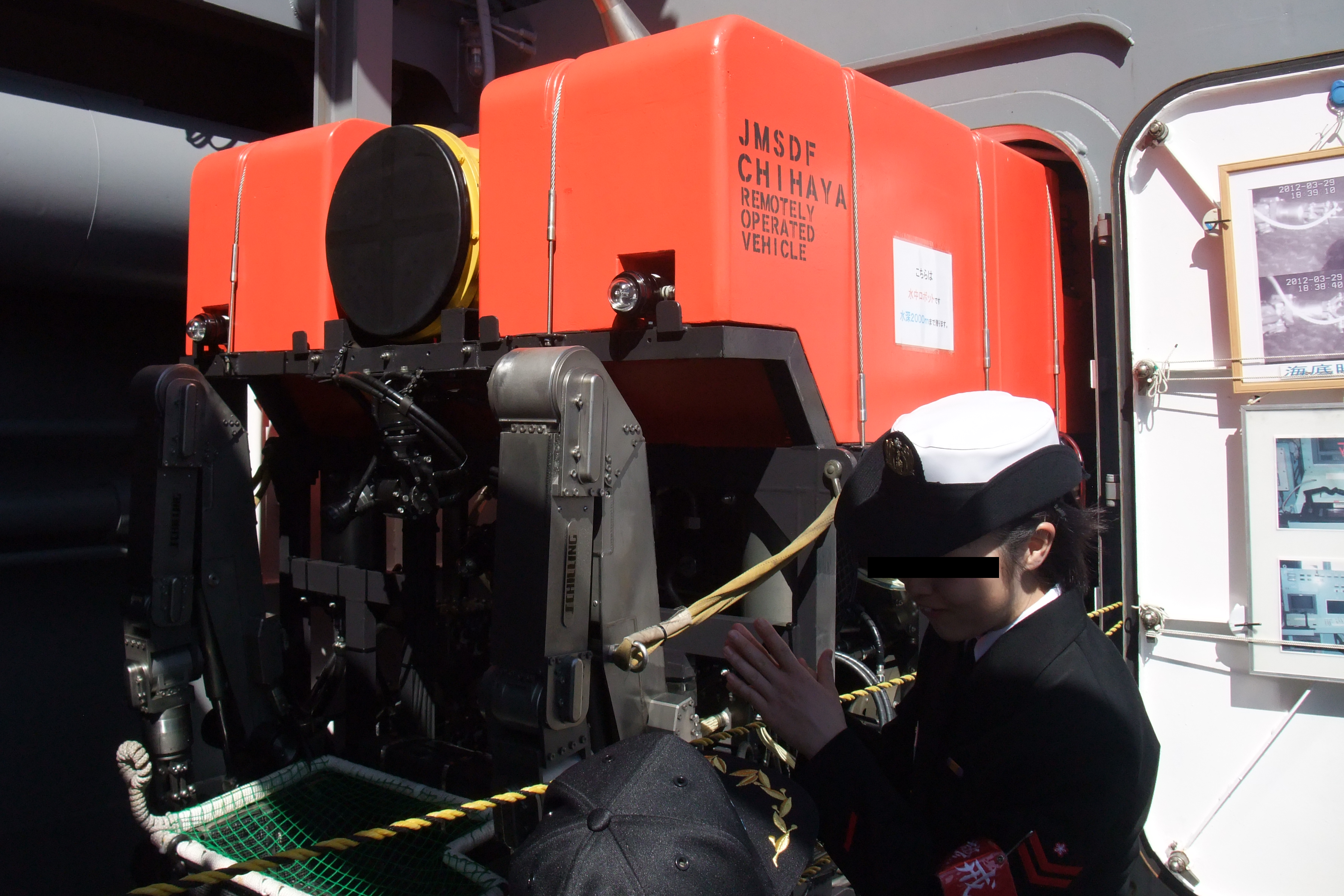
Dálkově ovládaný podmořský prostředek ve výbavě plavidla Čihaja

Plavidlo je vybaveno trupovým sonarem SQS-36D(J) a 3D sonarem AN/SQQ-25(J). Do jeho výbavy patří hlubokomořské záchranné plavidlo (DSRV) od loděnice Kawasaki Shipbuilding Corporation a dálkově ovládaný podmořský prostředek (ROV). Doplňují je dva jedenáctimetrové sklolaminátové pracovní čluny, které jsou umístěny po obou stranách komína a dvě velké dekompresní komory pro potápěče. Na zádi se nachází přistávací plocha pro vrtulník. Pohonný systém tvoří dva diesely Mitsui M12V42M-A o celkovém výkonu 39 000 hp, pohánějící dva lodní šrouby se stavitelnými lopatkami. Manévrovací schopnosti zlepšují čtyři dokormidlovací zařízení v přídi. Nejvyšší rychlost dosahuje 21 uzlů. Dosah je 6000 námořních mil při rychlosti 13 uzlů.